# Andre Dickens
Andre DeShawn Dickens (Atlanta, 17 giugno 1974) è un politico statunitense.

## Primi anni
Nato il 17 giugno 1974 ad Atlanta, Dickens fu cresciuto dalla madre, Sylvia Dickens, e dal patrigno, che adottò lui e gli altri due suoi fratelli all'età di 7 anni.
Dickens passò la sua infanzia in una casa situata nel sud-ovest di Atlanta e frequentò la Benjamin Elijah Mays High School. Terminate le scuole superiori, si iscrisse al Georgia Institute of Technology, ove, nel 1998, ottenne una laurea in ingegneria chimica. Dickens conseguì inoltre un master in sviluppo economico presso la Georgia State University.

## Carriera politica
Prima di incominciare la sua carriera politica, Dickens ha svolto la professione di ingegnere chimico in diverse aziende, continuando comunque a collaborare e a contribuire attivamente alle ricerche che l'università che ha frequentato portava avanti.
Nel 2013, Andre Dickens decise di dedicarsi a tempo pieno alla politica e fu eletto membro al consiglio comunale. Dal 2014 al 2021, Dickens, promuovendo diverse iniziative, si occupò principalmente di migliorare la sicurezza pubblica, l'istruzione e di calmierare i prezzi degli alloggi, affinché fossero accessibili a più persone possibili. Tuttavia, Dickens è ricordato soprattutto per aver fatto passare una legge che stabiliva che il salario minimo per i dipendenti di Atlanta fosse di quindici dollari l'ora e per aver creato il "Dipartimento dei trasporti", il quale ha promosso la costruzione di diverse linee ferroviarie e metropolitane che tutt'oggi collegano gran parte della città.

## Sindaco di Atlanta
Andre Dickens, dopo aver vinto le elezioni per diventare sindaco di Atlanta il 30 novembre 2021, sconfiggendo la rivale Felicia Moore, si insediò ufficialmente il 3 gennaio 2022.
Una delle prime decisioni che Dickens prese in qualità di nuovo sindaco fu quella di togliere l'obbligo, il 25 febbraio 2022, delle mascherine anti-COVID-19 per i locali interni (ristoranti, hotel, ecc...).
Poco tempo dopo, Andre Dickens stanziò 100 milioni di dollari per costruire nuovi appartamenti e nuove abitazioni, effettuando così il più grande investimento in campo edilizio che la città di Atlanta abbia mai fatto. Inoltre, Dickens allocò 13 milioni di dollari per aiutare i senzatetto, dichiarando che entro la fine del 2024 la sua amministrazione riuscirà a fornire 1.500 alloggi per le famiglie più povere.
Dickens stanziò inoltre diversi soldi per l'istruzione pubblica e per combattere la diffusa criminalità, sviluppata soprattutto nei quartieri più disagiati della città.

## Vita privata
Dickens è anche un diacono alla New Horizon Baptist Church, una chiesa battista situata nel nord-ovest di Atlanta.  È sposato e ha una figlia di nome Bailey.